# Dryopteris × sardoa
Dryopteris × sardoa là một loài dương xỉ trong họ Dryopteridaceae. Loài này được Fraser-Jenk., Reichst.in Fraser-Jenkins, Reichst. & Vida mô tả khoa học đầu tiên năm 1975.
Danh pháp khoa học của loài này chưa được làm sáng tỏ. 